# Place Józef-Haller
 (juillet 2018).
La place Józef-Haller (polonais : Plac Józefa Hallera) est une place située dans l'arrondissement de Praga-Północ à Varsovie.